# Haut de la Garenne

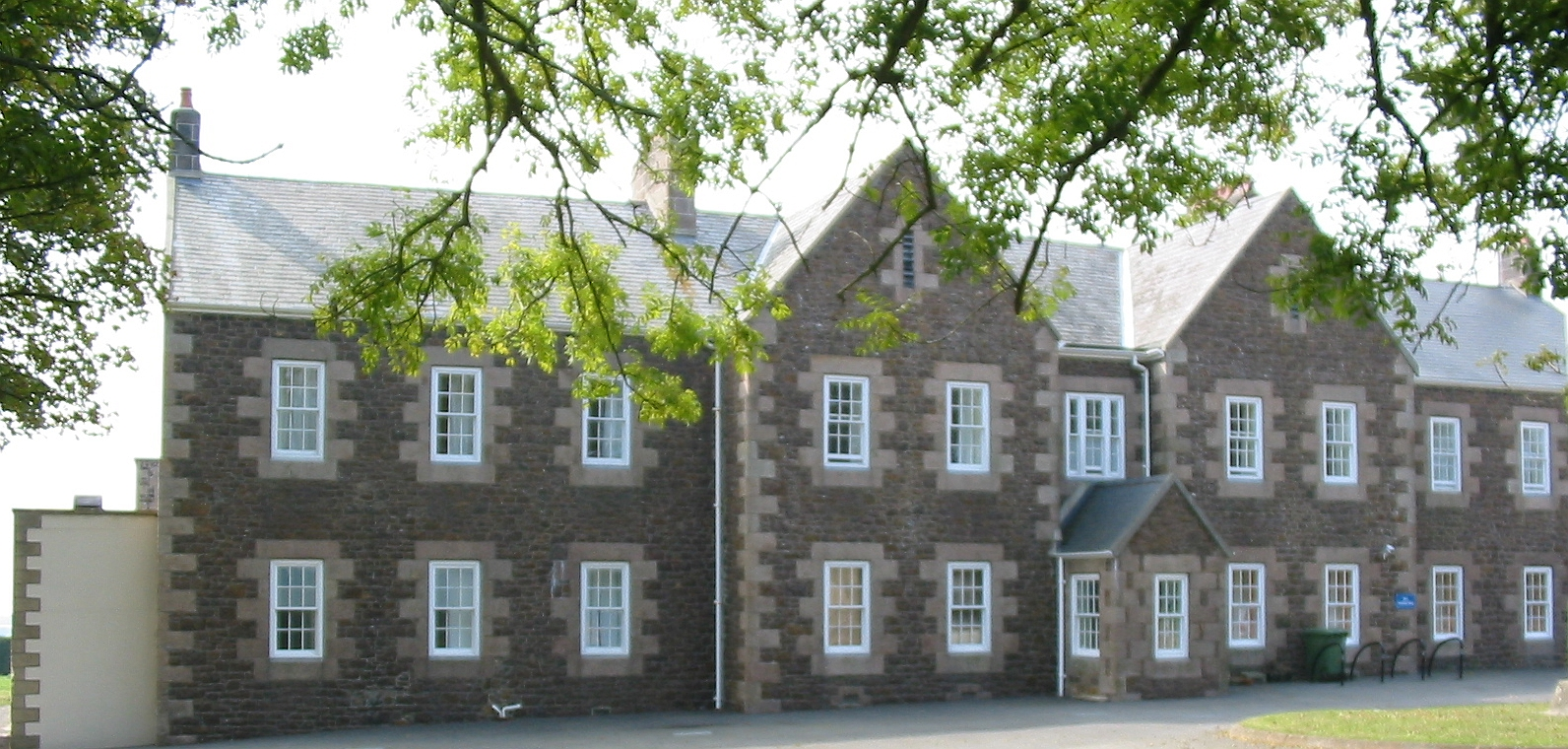
Bâtiment du Haut de la Garenne

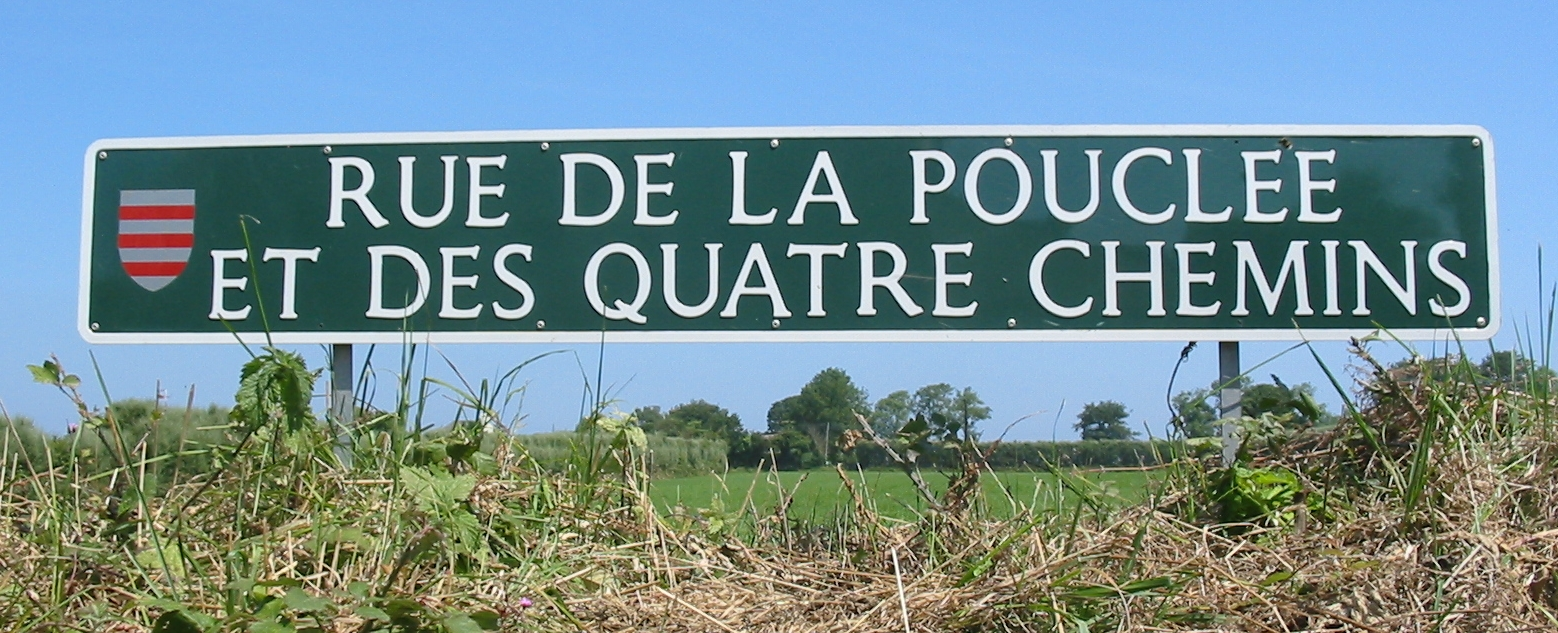
La rue du Haut de la Garenne

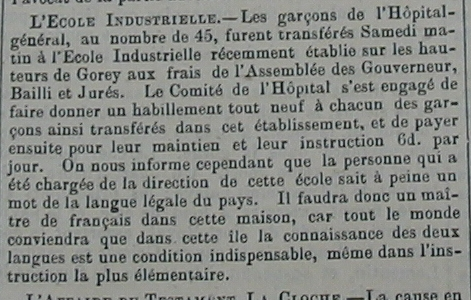
Inauguration du Haut de la Garenne dans la Chronique de Jersey en 1867.

Le Haut de la Garenne est un édifice situé à Faldouet, sis sur la rue de la Pouclée et des Quatre Chemins, dans la paroisse de Saint-Martin sur l'île de Jersey. Ce lieu est devenu tristement célèbre en raison de l'Affaire de l'orphelinat de Jersey qui fut un scandale médiatique ayant éclaté en 2008.

## Historique
Le bâtiment du Haut de la Garenne, servit depuis ses origines à divers usages. Il fut à l'origine, en 1867, un centre d'activité et d'internat pour garçons quand c'était une école industrielle. 
- En 1900, l'édifice devient un foyer pour garçons.
- En 1921, les locaux sont repris par les États de Jersey.
- Durant la Seconde Guerre mondiale, l'occupant allemand utilisa le bâtiment comme station de signaux militaires et de balisage maritime et aérien.
- En 1945, le Haut de la Garenne est devenu un orphelinat.
- Le 17 mars 1960, un acte législatif modifie le nom de l'institution Jersey Home for Boys en “Haut de la Garenne”.
- En 1986, après la fermeture de l'orphelinat, le Haut de la Garenne a été un lieu de tournage pour le téléfilm Bergerac.
- Le 8 décembre 1998, les États de Jersey ont voté pour établir une fiducie pour gérer et exploiter le "Haut de la Garenne" comme un centre d'hébergement.
- Le 22 octobre 2002, les États de Jersey ont adopté une loi accordant la constitution en association appelé "Le Haut de la Garenne Trust".
- En 2003, les États de Jersey ont converti le Haut de la Garenne en auberge de jeunesse.

## L'affaire de maltraitance
En 2008, le Haut de la Garenne est devenu l'objet de la plus grande enquête sur la maltraitance des enfants jamais menée à Jersey. 
L’orphelinat du Haut de la Garenne a été le théâtre de l’affaire de l'orphelinat de Jersey. Cette affaire est un scandale médiatique qui éclata en 2008. Elle est basée sur la présomption de viols pédophiles, de mauvais traitements d'enfants voire de meurtres qui se seraient produits dans l'orphelinat du « Haut de la Garenne » durant les années 1960 à 1980, avant sa fermeture en 1986.